# Личный чемпионат СССР по шахматной композиции 1976
Чемпионат СССР по шахматной композиции 1976 — 12-й личный чемпионат.
П/ф — 662 композиции 111 авторов, опубликованные в 1973—1974.

## Двухходовки
П/ф — 235 задач 55 авторов. Финал — 20 задач 15 авторов.
Судья — А. Домбровскис.
1. В. Руденко — 77 баллов; 

2. В. Лукьянов — 43; 

3. Д. Банный — 38; 

4. М. Марандюк — 35; 

5. В. Карпов — 20; 

6. И. Кисис — 17; 

7. Г. Святов — 15; 

8. Ю. Сушков — 11; 

9. В. Ведерс — 10; 

10. В. Ерохин — 9; 

11. Ю. Вахлаков — 8; 

12—14. В. Мельниченко, Н. Чернявский и С. Шедей — по 7; 

15. В. Лидер — 6.
Лучшая композиция — Лукьянов.
|   | a | b | c | d | e | f | g | h |   |
| - | --- | --- | --- | --- | --- | --- | --- | --- | - |
| 8 | a8 чёрный слон · b8 чёрный слон · f7 белый ферзь · g6 чёрная пешка · c5 белая ладья · d5 белая пешка · g5 белый слон · d4 белая пешка · e4 чёрный король · g4 чёрная пешка · b3 белый конь · f3 белый конь · a2 белый король · c2 белая пешка · f1 чёрный конь | a8 чёрный слон · b8 чёрный слон · f7 белый ферзь · g6 чёрная пешка · c5 белая ладья · d5 белая пешка · g5 белый слон · d4 белая пешка · e4 чёрный король · g4 чёрная пешка · b3 белый конь · f3 белый конь · a2 белый король · c2 белая пешка · f1 чёрный конь | a8 чёрный слон · b8 чёрный слон · f7 белый ферзь · g6 чёрная пешка · c5 белая ладья · d5 белая пешка · g5 белый слон · d4 белая пешка · e4 чёрный король · g4 чёрная пешка · b3 белый конь · f3 белый конь · a2 белый король · c2 белая пешка · f1 чёрный конь | a8 чёрный слон · b8 чёрный слон · f7 белый ферзь · g6 чёрная пешка · c5 белая ладья · d5 белая пешка · g5 белый слон · d4 белая пешка · e4 чёрный король · g4 чёрная пешка · b3 белый конь · f3 белый конь · a2 белый король · c2 белая пешка · f1 чёрный конь | a8 чёрный слон · b8 чёрный слон · f7 белый ферзь · g6 чёрная пешка · c5 белая ладья · d5 белая пешка · g5 белый слон · d4 белая пешка · e4 чёрный король · g4 чёрная пешка · b3 белый конь · f3 белый конь · a2 белый король · c2 белая пешка · f1 чёрный конь | a8 чёрный слон · b8 чёрный слон · f7 белый ферзь · g6 чёрная пешка · c5 белая ладья · d5 белая пешка · g5 белый слон · d4 белая пешка · e4 чёрный король · g4 чёрная пешка · b3 белый конь · f3 белый конь · a2 белый король · c2 белая пешка · f1 чёрный конь | a8 чёрный слон · b8 чёрный слон · f7 белый ферзь · g6 чёрная пешка · c5 белая ладья · d5 белая пешка · g5 белый слон · d4 белая пешка · e4 чёрный король · g4 чёрная пешка · b3 белый конь · f3 белый конь · a2 белый король · c2 белая пешка · f1 чёрный конь | a8 чёрный слон · b8 чёрный слон · f7 белый ферзь · g6 чёрная пешка · c5 белая ладья · d5 белая пешка · g5 белый слон · d4 белая пешка · e4 чёрный король · g4 чёрная пешка · b3 белый конь · f3 белый конь · a2 белый король · c2 белая пешка · f1 чёрный конь | 8 |
| 7 | a8 чёрный слон · b8 чёрный слон · f7 белый ферзь · g6 чёрная пешка · c5 белая ладья · d5 белая пешка · g5 белый слон · d4 белая пешка · e4 чёрный король · g4 чёрная пешка · b3 белый конь · f3 белый конь · a2 белый король · c2 белая пешка · f1 чёрный конь | a8 чёрный слон · b8 чёрный слон · f7 белый ферзь · g6 чёрная пешка · c5 белая ладья · d5 белая пешка · g5 белый слон · d4 белая пешка · e4 чёрный король · g4 чёрная пешка · b3 белый конь · f3 белый конь · a2 белый король · c2 белая пешка · f1 чёрный конь | a8 чёрный слон · b8 чёрный слон · f7 белый ферзь · g6 чёрная пешка · c5 белая ладья · d5 белая пешка · g5 белый слон · d4 белая пешка · e4 чёрный король · g4 чёрная пешка · b3 белый конь · f3 белый конь · a2 белый король · c2 белая пешка · f1 чёрный конь | a8 чёрный слон · b8 чёрный слон · f7 белый ферзь · g6 чёрная пешка · c5 белая ладья · d5 белая пешка · g5 белый слон · d4 белая пешка · e4 чёрный король · g4 чёрная пешка · b3 белый конь · f3 белый конь · a2 белый король · c2 белая пешка · f1 чёрный конь | a8 чёрный слон · b8 чёрный слон · f7 белый ферзь · g6 чёрная пешка · c5 белая ладья · d5 белая пешка · g5 белый слон · d4 белая пешка · e4 чёрный король · g4 чёрная пешка · b3 белый конь · f3 белый конь · a2 белый король · c2 белая пешка · f1 чёрный конь | a8 чёрный слон · b8 чёрный слон · f7 белый ферзь · g6 чёрная пешка · c5 белая ладья · d5 белая пешка · g5 белый слон · d4 белая пешка · e4 чёрный король · g4 чёрная пешка · b3 белый конь · f3 белый конь · a2 белый король · c2 белая пешка · f1 чёрный конь | a8 чёрный слон · b8 чёрный слон · f7 белый ферзь · g6 чёрная пешка · c5 белая ладья · d5 белая пешка · g5 белый слон · d4 белая пешка · e4 чёрный король · g4 чёрная пешка · b3 белый конь · f3 белый конь · a2 белый король · c2 белая пешка · f1 чёрный конь | a8 чёрный слон · b8 чёрный слон · f7 белый ферзь · g6 чёрная пешка · c5 белая ладья · d5 белая пешка · g5 белый слон · d4 белая пешка · e4 чёрный король · g4 чёрная пешка · b3 белый конь · f3 белый конь · a2 белый король · c2 белая пешка · f1 чёрный конь | 7 |
| 6 | a8 чёрный слон · b8 чёрный слон · f7 белый ферзь · g6 чёрная пешка · c5 белая ладья · d5 белая пешка · g5 белый слон · d4 белая пешка · e4 чёрный король · g4 чёрная пешка · b3 белый конь · f3 белый конь · a2 белый король · c2 белая пешка · f1 чёрный конь | a8 чёрный слон · b8 чёрный слон · f7 белый ферзь · g6 чёрная пешка · c5 белая ладья · d5 белая пешка · g5 белый слон · d4 белая пешка · e4 чёрный король · g4 чёрная пешка · b3 белый конь · f3 белый конь · a2 белый король · c2 белая пешка · f1 чёрный конь | a8 чёрный слон · b8 чёрный слон · f7 белый ферзь · g6 чёрная пешка · c5 белая ладья · d5 белая пешка · g5 белый слон · d4 белая пешка · e4 чёрный король · g4 чёрная пешка · b3 белый конь · f3 белый конь · a2 белый король · c2 белая пешка · f1 чёрный конь | a8 чёрный слон · b8 чёрный слон · f7 белый ферзь · g6 чёрная пешка · c5 белая ладья · d5 белая пешка · g5 белый слон · d4 белая пешка · e4 чёрный король · g4 чёрная пешка · b3 белый конь · f3 белый конь · a2 белый король · c2 белая пешка · f1 чёрный конь | a8 чёрный слон · b8 чёрный слон · f7 белый ферзь · g6 чёрная пешка · c5 белая ладья · d5 белая пешка · g5 белый слон · d4 белая пешка · e4 чёрный король · g4 чёрная пешка · b3 белый конь · f3 белый конь · a2 белый король · c2 белая пешка · f1 чёрный конь | a8 чёрный слон · b8 чёрный слон · f7 белый ферзь · g6 чёрная пешка · c5 белая ладья · d5 белая пешка · g5 белый слон · d4 белая пешка · e4 чёрный король · g4 чёрная пешка · b3 белый конь · f3 белый конь · a2 белый король · c2 белая пешка · f1 чёрный конь | a8 чёрный слон · b8 чёрный слон · f7 белый ферзь · g6 чёрная пешка · c5 белая ладья · d5 белая пешка · g5 белый слон · d4 белая пешка · e4 чёрный король · g4 чёрная пешка · b3 белый конь · f3 белый конь · a2 белый король · c2 белая пешка · f1 чёрный конь | a8 чёрный слон · b8 чёрный слон · f7 белый ферзь · g6 чёрная пешка · c5 белая ладья · d5 белая пешка · g5 белый слон · d4 белая пешка · e4 чёрный король · g4 чёрная пешка · b3 белый конь · f3 белый конь · a2 белый король · c2 белая пешка · f1 чёрный конь | 6 |
| 5 | a8 чёрный слон · b8 чёрный слон · f7 белый ферзь · g6 чёрная пешка · c5 белая ладья · d5 белая пешка · g5 белый слон · d4 белая пешка · e4 чёрный король · g4 чёрная пешка · b3 белый конь · f3 белый конь · a2 белый король · c2 белая пешка · f1 чёрный конь | a8 чёрный слон · b8 чёрный слон · f7 белый ферзь · g6 чёрная пешка · c5 белая ладья · d5 белая пешка · g5 белый слон · d4 белая пешка · e4 чёрный король · g4 чёрная пешка · b3 белый конь · f3 белый конь · a2 белый король · c2 белая пешка · f1 чёрный конь | a8 чёрный слон · b8 чёрный слон · f7 белый ферзь · g6 чёрная пешка · c5 белая ладья · d5 белая пешка · g5 белый слон · d4 белая пешка · e4 чёрный король · g4 чёрная пешка · b3 белый конь · f3 белый конь · a2 белый король · c2 белая пешка · f1 чёрный конь | a8 чёрный слон · b8 чёрный слон · f7 белый ферзь · g6 чёрная пешка · c5 белая ладья · d5 белая пешка · g5 белый слон · d4 белая пешка · e4 чёрный король · g4 чёрная пешка · b3 белый конь · f3 белый конь · a2 белый король · c2 белая пешка · f1 чёрный конь | a8 чёрный слон · b8 чёрный слон · f7 белый ферзь · g6 чёрная пешка · c5 белая ладья · d5 белая пешка · g5 белый слон · d4 белая пешка · e4 чёрный король · g4 чёрная пешка · b3 белый конь · f3 белый конь · a2 белый король · c2 белая пешка · f1 чёрный конь | a8 чёрный слон · b8 чёрный слон · f7 белый ферзь · g6 чёрная пешка · c5 белая ладья · d5 белая пешка · g5 белый слон · d4 белая пешка · e4 чёрный король · g4 чёрная пешка · b3 белый конь · f3 белый конь · a2 белый король · c2 белая пешка · f1 чёрный конь | a8 чёрный слон · b8 чёрный слон · f7 белый ферзь · g6 чёрная пешка · c5 белая ладья · d5 белая пешка · g5 белый слон · d4 белая пешка · e4 чёрный король · g4 чёрная пешка · b3 белый конь · f3 белый конь · a2 белый король · c2 белая пешка · f1 чёрный конь | a8 чёрный слон · b8 чёрный слон · f7 белый ферзь · g6 чёрная пешка · c5 белая ладья · d5 белая пешка · g5 белый слон · d4 белая пешка · e4 чёрный король · g4 чёрная пешка · b3 белый конь · f3 белый конь · a2 белый король · c2 белая пешка · f1 чёрный конь | 5 |
| 4 | a8 чёрный слон · b8 чёрный слон · f7 белый ферзь · g6 чёрная пешка · c5 белая ладья · d5 белая пешка · g5 белый слон · d4 белая пешка · e4 чёрный король · g4 чёрная пешка · b3 белый конь · f3 белый конь · a2 белый король · c2 белая пешка · f1 чёрный конь | a8 чёрный слон · b8 чёрный слон · f7 белый ферзь · g6 чёрная пешка · c5 белая ладья · d5 белая пешка · g5 белый слон · d4 белая пешка · e4 чёрный король · g4 чёрная пешка · b3 белый конь · f3 белый конь · a2 белый король · c2 белая пешка · f1 чёрный конь | a8 чёрный слон · b8 чёрный слон · f7 белый ферзь · g6 чёрная пешка · c5 белая ладья · d5 белая пешка · g5 белый слон · d4 белая пешка · e4 чёрный король · g4 чёрная пешка · b3 белый конь · f3 белый конь · a2 белый король · c2 белая пешка · f1 чёрный конь | a8 чёрный слон · b8 чёрный слон · f7 белый ферзь · g6 чёрная пешка · c5 белая ладья · d5 белая пешка · g5 белый слон · d4 белая пешка · e4 чёрный король · g4 чёрная пешка · b3 белый конь · f3 белый конь · a2 белый король · c2 белая пешка · f1 чёрный конь | a8 чёрный слон · b8 чёрный слон · f7 белый ферзь · g6 чёрная пешка · c5 белая ладья · d5 белая пешка · g5 белый слон · d4 белая пешка · e4 чёрный король · g4 чёрная пешка · b3 белый конь · f3 белый конь · a2 белый король · c2 белая пешка · f1 чёрный конь | a8 чёрный слон · b8 чёрный слон · f7 белый ферзь · g6 чёрная пешка · c5 белая ладья · d5 белая пешка · g5 белый слон · d4 белая пешка · e4 чёрный король · g4 чёрная пешка · b3 белый конь · f3 белый конь · a2 белый король · c2 белая пешка · f1 чёрный конь | a8 чёрный слон · b8 чёрный слон · f7 белый ферзь · g6 чёрная пешка · c5 белая ладья · d5 белая пешка · g5 белый слон · d4 белая пешка · e4 чёрный король · g4 чёрная пешка · b3 белый конь · f3 белый конь · a2 белый король · c2 белая пешка · f1 чёрный конь | a8 чёрный слон · b8 чёрный слон · f7 белый ферзь · g6 чёрная пешка · c5 белая ладья · d5 белая пешка · g5 белый слон · d4 белая пешка · e4 чёрный король · g4 чёрная пешка · b3 белый конь · f3 белый конь · a2 белый король · c2 белая пешка · f1 чёрный конь | 4 |
| 3 | a8 чёрный слон · b8 чёрный слон · f7 белый ферзь · g6 чёрная пешка · c5 белая ладья · d5 белая пешка · g5 белый слон · d4 белая пешка · e4 чёрный король · g4 чёрная пешка · b3 белый конь · f3 белый конь · a2 белый король · c2 белая пешка · f1 чёрный конь | a8 чёрный слон · b8 чёрный слон · f7 белый ферзь · g6 чёрная пешка · c5 белая ладья · d5 белая пешка · g5 белый слон · d4 белая пешка · e4 чёрный король · g4 чёрная пешка · b3 белый конь · f3 белый конь · a2 белый король · c2 белая пешка · f1 чёрный конь | a8 чёрный слон · b8 чёрный слон · f7 белый ферзь · g6 чёрная пешка · c5 белая ладья · d5 белая пешка · g5 белый слон · d4 белая пешка · e4 чёрный король · g4 чёрная пешка · b3 белый конь · f3 белый конь · a2 белый король · c2 белая пешка · f1 чёрный конь | a8 чёрный слон · b8 чёрный слон · f7 белый ферзь · g6 чёрная пешка · c5 белая ладья · d5 белая пешка · g5 белый слон · d4 белая пешка · e4 чёрный король · g4 чёрная пешка · b3 белый конь · f3 белый конь · a2 белый король · c2 белая пешка · f1 чёрный конь | a8 чёрный слон · b8 чёрный слон · f7 белый ферзь · g6 чёрная пешка · c5 белая ладья · d5 белая пешка · g5 белый слон · d4 белая пешка · e4 чёрный король · g4 чёрная пешка · b3 белый конь · f3 белый конь · a2 белый король · c2 белая пешка · f1 чёрный конь | a8 чёрный слон · b8 чёрный слон · f7 белый ферзь · g6 чёрная пешка · c5 белая ладья · d5 белая пешка · g5 белый слон · d4 белая пешка · e4 чёрный король · g4 чёрная пешка · b3 белый конь · f3 белый конь · a2 белый король · c2 белая пешка · f1 чёрный конь | a8 чёрный слон · b8 чёрный слон · f7 белый ферзь · g6 чёрная пешка · c5 белая ладья · d5 белая пешка · g5 белый слон · d4 белая пешка · e4 чёрный король · g4 чёрная пешка · b3 белый конь · f3 белый конь · a2 белый король · c2 белая пешка · f1 чёрный конь | a8 чёрный слон · b8 чёрный слон · f7 белый ферзь · g6 чёрная пешка · c5 белая ладья · d5 белая пешка · g5 белый слон · d4 белая пешка · e4 чёрный король · g4 чёрная пешка · b3 белый конь · f3 белый конь · a2 белый король · c2 белая пешка · f1 чёрный конь | 3 |
| 2 | a8 чёрный слон · b8 чёрный слон · f7 белый ферзь · g6 чёрная пешка · c5 белая ладья · d5 белая пешка · g5 белый слон · d4 белая пешка · e4 чёрный король · g4 чёрная пешка · b3 белый конь · f3 белый конь · a2 белый король · c2 белая пешка · f1 чёрный конь | a8 чёрный слон · b8 чёрный слон · f7 белый ферзь · g6 чёрная пешка · c5 белая ладья · d5 белая пешка · g5 белый слон · d4 белая пешка · e4 чёрный король · g4 чёрная пешка · b3 белый конь · f3 белый конь · a2 белый король · c2 белая пешка · f1 чёрный конь | a8 чёрный слон · b8 чёрный слон · f7 белый ферзь · g6 чёрная пешка · c5 белая ладья · d5 белая пешка · g5 белый слон · d4 белая пешка · e4 чёрный король · g4 чёрная пешка · b3 белый конь · f3 белый конь · a2 белый король · c2 белая пешка · f1 чёрный конь | a8 чёрный слон · b8 чёрный слон · f7 белый ферзь · g6 чёрная пешка · c5 белая ладья · d5 белая пешка · g5 белый слон · d4 белая пешка · e4 чёрный король · g4 чёрная пешка · b3 белый конь · f3 белый конь · a2 белый король · c2 белая пешка · f1 чёрный конь | a8 чёрный слон · b8 чёрный слон · f7 белый ферзь · g6 чёрная пешка · c5 белая ладья · d5 белая пешка · g5 белый слон · d4 белая пешка · e4 чёрный король · g4 чёрная пешка · b3 белый конь · f3 белый конь · a2 белый король · c2 белая пешка · f1 чёрный конь | a8 чёрный слон · b8 чёрный слон · f7 белый ферзь · g6 чёрная пешка · c5 белая ладья · d5 белая пешка · g5 белый слон · d4 белая пешка · e4 чёрный король · g4 чёрная пешка · b3 белый конь · f3 белый конь · a2 белый король · c2 белая пешка · f1 чёрный конь | a8 чёрный слон · b8 чёрный слон · f7 белый ферзь · g6 чёрная пешка · c5 белая ладья · d5 белая пешка · g5 белый слон · d4 белая пешка · e4 чёрный король · g4 чёрная пешка · b3 белый конь · f3 белый конь · a2 белый король · c2 белая пешка · f1 чёрный конь | a8 чёрный слон · b8 чёрный слон · f7 белый ферзь · g6 чёрная пешка · c5 белая ладья · d5 белая пешка · g5 белый слон · d4 белая пешка · e4 чёрный король · g4 чёрная пешка · b3 белый конь · f3 белый конь · a2 белый король · c2 белая пешка · f1 чёрный конь | 2 |
| 1 | a8 чёрный слон · b8 чёрный слон · f7 белый ферзь · g6 чёрная пешка · c5 белая ладья · d5 белая пешка · g5 белый слон · d4 белая пешка · e4 чёрный король · g4 чёрная пешка · b3 белый конь · f3 белый конь · a2 белый король · c2 белая пешка · f1 чёрный конь | a8 чёрный слон · b8 чёрный слон · f7 белый ферзь · g6 чёрная пешка · c5 белая ладья · d5 белая пешка · g5 белый слон · d4 белая пешка · e4 чёрный король · g4 чёрная пешка · b3 белый конь · f3 белый конь · a2 белый король · c2 белая пешка · f1 чёрный конь | a8 чёрный слон · b8 чёрный слон · f7 белый ферзь · g6 чёрная пешка · c5 белая ладья · d5 белая пешка · g5 белый слон · d4 белая пешка · e4 чёрный король · g4 чёрная пешка · b3 белый конь · f3 белый конь · a2 белый король · c2 белая пешка · f1 чёрный конь | a8 чёрный слон · b8 чёрный слон · f7 белый ферзь · g6 чёрная пешка · c5 белая ладья · d5 белая пешка · g5 белый слон · d4 белая пешка · e4 чёрный король · g4 чёрная пешка · b3 белый конь · f3 белый конь · a2 белый король · c2 белая пешка · f1 чёрный конь | a8 чёрный слон · b8 чёрный слон · f7 белый ферзь · g6 чёрная пешка · c5 белая ладья · d5 белая пешка · g5 белый слон · d4 белая пешка · e4 чёрный король · g4 чёрная пешка · b3 белый конь · f3 белый конь · a2 белый король · c2 белая пешка · f1 чёрный конь | a8 чёрный слон · b8 чёрный слон · f7 белый ферзь · g6 чёрная пешка · c5 белая ладья · d5 белая пешка · g5 белый слон · d4 белая пешка · e4 чёрный король · g4 чёрная пешка · b3 белый конь · f3 белый конь · a2 белый король · c2 белая пешка · f1 чёрный конь | a8 чёрный слон · b8 чёрный слон · f7 белый ферзь · g6 чёрная пешка · c5 белая ладья · d5 белая пешка · g5 белый слон · d4 белая пешка · e4 чёрный король · g4 чёрная пешка · b3 белый конь · f3 белый конь · a2 белый король · c2 белая пешка · f1 чёрный конь | a8 чёрный слон · b8 чёрный слон · f7 белый ферзь · g6 чёрная пешка · c5 белая ладья · d5 белая пешка · g5 белый слон · d4 белая пешка · e4 чёрный король · g4 чёрная пешка · b3 белый конь · f3 белый конь · a2 белый король · c2 белая пешка · f1 чёрный конь | 1 |
|   | a | b | c | d | e | f | g | h |   |

Иллюзорная игра:

1...gf (a) 2.Ф:g6# (A)

1...Ca7 (b) 2.Фf4# (B)

1...С:d5 (c) 2.Ф:d5#
Ложный след:

1.Лc3? (угроза 2.Kc5#)

1...gf (a) 2.Ф:f3#

1...Ca7 (b) 2.Фe6# (C)

1...С:d5 (c) 2.Ф:g6# (A), но 1...Cd6!
Решение:

1.Лc7! (угроза 2.Kc5#)

1...gf (a) 2.Фe6# (C)

1...Ca7 (b) 2.Лe7#

1...С:d5 (c) 2.Фf4# (B)
Циклическое чередование защит и матов, тема Загоруйко.

## Трёхходовки
П/ф — 165 задач 44 авторов. Финал — 20 задач 14 авторов.
Судья — А. Копнин.
1. В. Руденко — 52½ балла; 

2. А. Гуляев — 49½; 

3. А. Лобусов — 43½; 

4. Л. Загоруйко — 30½; 

5—6. Р. Кофман и В. Чепижный — по 27½; 

7. А. Домбровскис — 12; 

8. Я. Владимиров — 9; 

9—11. М. Кузнецов, А. Кузовков и М. Марандюк — по 8½; 

12—13. Ю. Горбатенко и А. Орешин — по 7; 

14. Ю. Павлов — 6.
Лучшая композиция — М. Кузнецов, Кузовков и Марандюк.

## Многоходовки
П/ф — 103 задачи 35 авторов. Финал — 20 задач 10 авторов.
Судья — И.Ляпунов.
1. В. Руденко — 93½ балла;
2. Я. Владимиров — 80½;
3. И. Крихели — 56;
4. А. Лобусов — 16½;
5. А. Копнин — 13;
6. А. Феоктистов — 12;
7. Р. Кофман — 8½;
8. Т. Амиров — 7;
9. И. Дулбергс — 6;
10. И. Розенфельд — 4½.

Лучшая композиция — Руденко.

## Этюды
Полуфинал — 159 этюдов 32 авторов. Финал — 20 этюдов 15 авторов.
Судья — Л. Кацнельсон.
1. Г. Надареишвили — 37½ баллов; 

2. Д. Гургенидзе — 37; 

3. Э. Погосянц — 32½; 

4. В. Власенко — 25; 

5. А. Максимовских — 24; 

6. А. Сарычев — 22; 

7. В. Евреинов — 19; 

8—9. И. Крихели и Р. Тавариани — по 18; 

10. В. Брон — 17; 

11. В. Долгов — 16; 

12. Н. Кралин — 15; 

13. С. Белоконь — 12; 

14. М. Борденюк — 9; 

15. В. Хортов — 7.
Лучшая композиция — Власенко.